# Solanum validinervium
Solanum validinervium är en potatisväxtart som beskrevs av Benitez och Sandra Diane Knapp. Solanum validinervium ingår i släktet skattor som ingår i familjen potatisväxter. Inga underarter finns listade i Catalogue of Life.